# Loan Chabanol
Loan Chabanol, née le 30 décembre 1982 dans le 13e arrondissement de Paris,, est une actrice et mannequin française.
Elle grandit dans le sud de la France où elle est découverte par le concours de mannequins Élite.

## Biographie

### Enfance et formation
Dans ses jeunes années, Loan prend des cours intensifs avec l'artiste Bernard Bistes dans le Midi de la France. Son travail est axé sur l’animation et l’illustration de personnages excentriques et leur lutte et le désir de communiquer. À l'âge de 16 ans, elle commence une carrière internationale de mannequin, et fait la couverture de nombreux magazines. Elle suit une formation d’actrice au Lee Strasberg Institute à New York.

### Carrière
Loan Chabanol s'éloigne du mannequinat en 2011 et passe des auditions. Elle décroche ses premiers rôles dans des courts-métrages. Elle tourne dans le court-métrage de James Franco en 2012 (sortie: 2013) à Londres dans son exposition « Psycho Nacirema », et elle y joue le rôle de Buster Keaton.
En 2013, elle obtient son premier rôle dans la comédie de John Turturro Fading Gigolo, en jouant aux côtés de John Turturro et Woody Allen. En 2014, elle obtient le rôle de «Sam» dans le film-choral Third Person , drame romantique de l'écrivain et réalisateur Paul Haggis, avec James Franco et Mila Kunis. En 2015, elle est à l'affiche du film Le Transporteur : Héritage produit par Luc Besson.
Par ailleurs, après une rencontre avec Monica Watkins, créatrice de la fondation "Art in Motion point org", elle participe à l’exposition « Art meets fashion » à New York en septembre 2013. Le personnage de son premier livre « Real E.t » est en quête d’un sens à la vie.

## Filmographie

### Cinéma

#### Longs métrages
- 2013 : Fading Gigolo de John Turturro : Loan
- 2014 : Third Person de Paul Haggis : Sam
- 2015 : Le Transporteur : Héritage de Camille Delamarre : Anna

#### Courts métrages
- 2013 : Psycho Nacirema de James Franco : Buster Keaton
- 2022 :  tales of the walking dead, épisode 5. :. Nora